# Saldus (stacja kolejowa)
Saldus – stacja kolejowa w Saldus, na Łotwie. Znajduje się na linii Jełgawa – Lipawa. Stacja została otwarta w dniu 10 sierpnia 1928. W 1931 został zbudowany dwupiętrowy budynek stacji.